# Tarcău
Tarcău est une commune roumaine du județ de Neamț, dans la région historique de Moldavie et dans la région de développement du Nord-Est.

## Géographie
La commune de Tarcău est située dans le sud-ouest du județ, à la limite avec le județ de Bacău, sur la rive droite de la Bistrița, entre les monts Gușman et les monts Tarcău, dans les Carpates orientales. Le point culminant de la commune est le mont Grindușu avec une altitude de 1 664 m. Tarcău est située à 4 km au sud-est de Bicaz et à 24 km au sud-ouest de Piatra Neamț, le chef-lieu du județ.
La municipalité est composée des six villages suivants (population en 1992) :
- Ardeluța (31) ;
- Brateș (343) ;
- Cazaci (518) ;
- Schitu Tarcău (73) ;
- Straja (688) ;
- Tarcău (1 904), siège de la municipalité.

## Histoire
La première mention écrite du village date de 1458.

## Politique
Le Conseil Municipal de Tarcău compte 13 sièges de conseillers municipaux. À l'issue des élections municipales de juin 2008, Iulian Găină (PSD) a été élu maire de la commune.
| Parti                          | Nombre de conseillers |
| ------------------------------ | --------------------- |
| Parti social-démocrate (PSD)   | 7                     |
| Parti démocrate-libéral (PD-L) | 4                     |
| Parti national libéral (PNL)   | 2                     |

## Religions
En 2002, la composition religieuse de la commune était la suivante :
- Chrétiens orthodoxes, 98,96 %.

## Démographie
En 2002, la commune comptait 3 557 Roumains (99,91 %). On comptait à cette date 1 816 ménages et 1 154 logements.
| 1928  | 1940  | 1992  | 2002  | 2007  |
| ----- | ----- | ----- | ----- | ----- |
| 1 975 | 2 628 | 3 538 | 3 560 | 3 516 |

## Économie
L'économie de la commune repose sur l'élevage, le tourisme montagnard et l'exploitation des immenses forêts (scieries). La commune dispose de 157 ha de terres arables et de 36 231 ha de forêts.

## Communications

### Routes
Tarcău est située sur la route nationale DN15 qui relie Piatra Neamț avec Bicaz et le județ de Harghita.

### Voies ferrées
Tarcău possède une gare sur la ligne de chemin de fer Bicaz-Piatra Neamț-Bacău.

## Lieux et monuments
- Brateș, monastère Sihăstria Tarcăului de Tarcău, fondé en 1868[7].

- Tarcău, musée de peinture Iulia Halauceșcu.